# 츠레스섬

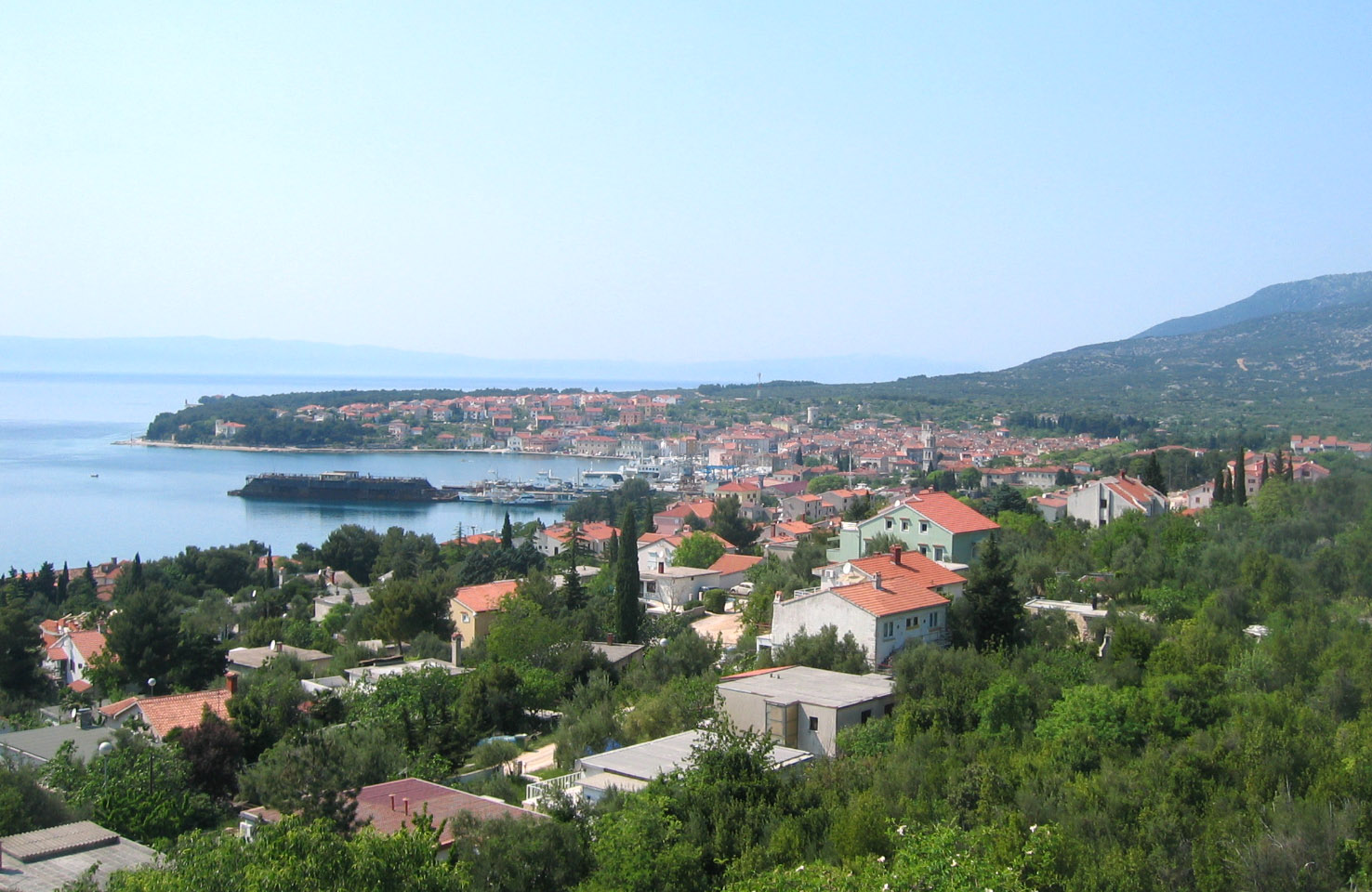
츠레스섬

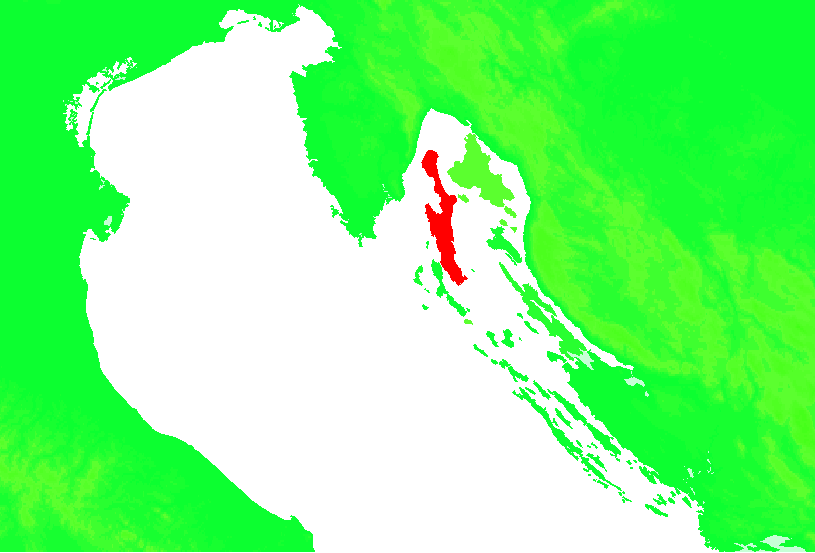
츠레스섬의 위치

츠레스섬(크로아티아어: Cres, 이탈리아어: Cherso, 독일어: Kersch, 라틴어: Crepsa, 그리스어: Χέρσος, Chersos)은 아드리아해에 위치한 크로아티아의 섬으로 면적은 405.78km2, 높이는 639m, 인구는 3,079명(2011년 기준)이다. 행정 구역상으로는 스플리트달마티아주에 속하며 섬에서 가장 큰 도시는 츠레스이다. 리예카, 크르크섬, 이스트라반도를 연결하는 페리가 지나간다.
인근에 위치한 로신섬(Lošinj)과 함께 츠레스로신 군도(Cres-Lošinj)를 형성한다. 츠레스섬과 로신섬은 원래 하나의 섬이었지만 크바르네르만에 의해 떨어져 나갔다. 현재는 츠레스섬과 로신섬을 연결하는 다리가 설치되어 있다.

## 역사
기원전 1세기부터 로마 제국의 지배를 받았으며 나중에 비잔티움 제국의 지배를 받았다. 866년경에는 츠레스섬의 주민들과 베네치아 공화국 사이에서 최초의 분쟁이 벌어졌다. 베네치아 공화국은 10세기부터 11세기 사이에 츠레스섬과 인근에 위치한 섬들을 지배했지만 크로아티아는 섬을 탈환했다.
수 세기 동안 크로아티아, 헝가리, 베네치아 공화국의 지배를 받았으며 나폴레옹 보나파르트가 베네치아 공화국을 상대로 승리를 기록한 뒤에는 오스트리아의 지배를 받았다. 1809년 나폴레옹이 오스트리아를 상대로 승리를 기록한 뒤에는 프랑스의 지배를 받았지만 나폴레옹이 몰락하면서 오스트리아가 섬을 탈환했다. 1920년 제1차 세계 대전의 종전과 함께 이탈리아의 지배를 받았지만 1947년 제2차 세계 대전의 종전과 함께 유고슬라비아에 편입되었다.